# 小行星6521
小行星6521（英語：6521 Pina）是一颗围绕太阳公转的小行星。1991年6月15日，埃莉諾·赫琳在帕洛马山发现了此天体。
这颗小行星的绝对星等为63.72660043739769等。